# A.J. Reeves
Andre Reeves, detto A.J. (4 giugno 1999), è un cestista statunitense.

## Carriera
Con gli Stati Uniti ha disputato i Giochi panamericani di Lima 2019.